# Dorceau

Dorceau este o comună în departamentul Orne, Franța. În 2013 avea o populație de 386 de locuitori.